# Guarumal (Veraguas)
Guarumal ist ein Corregimiento des Bezirks Soná in der Provinz Veraguas in Panama. Bei der Volkszählung im Jahr 2023 hatte es 1456 Einwohner. Das Corregimiento erstreckt sich über eine Fläche von 130,9 km².

## Bevölkerung
Die folgende Tabelle zeigt die Bevölkerung des Corregimientos Guarumal, wie es in den Volkszählungen 2000, 2010 und 2023 erfasst wurde.
| Jahr         | 2000 | 2010 | 2023 |
| ------------ | ---- | ---- | ---- |
| Einwohner    | 3340 | 3239 | 1456 |
| davon Männer | 1837 | 1766 | 769  |
| davon Frauen | 1503 | 1473 | 687  |

## Orte
Im Corregimiento Guarumal befinden sich folgende Orte:
- Cerro Negro
- El Pito
- Guarumal
- Guarumalito
- La Corocita
- La Paja o Palmas Bellas
- La Pita
- La Playa de Mermejo
- La Raizosa
- Las Caletas
- Las Perdices
- Limón
- Pontón Prieto
- Pueblo Nuevo o Entrada del Pito
- San Antonio
- Santa Bárbara